# Торд Лундстрем
Торд Јете Лундстрем (швед. Tord Göte Lundström; Кируна, 4. март 1945) некадашњи је професионални шведски хокејаш на леду, а потом и хокејашки тренер. Као играч играо је на позицијама левокрилног нападача. Деветоструки је првак Шведске са екипом Бринеса, вишеструки репрезентивац Шведске и двоструки олимпијац.
Члан је Хокејашке куће славних ИИХФ-а од 2011. године. 

## Професионална каријера
Играчку каријеру започиње у друголигашкој екипи Кируне из свог родног града одакле је након четири сезоне прешао у редове Бринеса за који је играо пуних 15 сезона и освојио чак 9 титула националног првака. Касније је проглашен за најбољег играча екипе Бринеса у историји, а његов дрес са бројем 6 је повучен из употребе. У елитној лиги Шведске је одиграо преко 350 утакмица. У сезони 1973/74. одиграо је 11 утакмица у дресу НХЛ лигаша из Детроита Ред вингса, али није успео да се избори за место у тиму те је сезону окончао као позајмљен играч Лондон лајонса. 
За сениорску репрезентацију Шведске одиграо је преко 200 утакмица на међународној сцени, укључујући и два наступа на Зимским олимпијским играма, у Греноблу 1968. и Сапороу 1972. године. Играо је и на укупно 7 светских првенстава на којима је освојио укупно 6 медаља, по три сребра и бронзе. 
По окончању играчке каријере неколико сезона је радио као тренер.